# Vologas II.
Vologas II. Partski (perzijsko ولاش دوم‎), veliki kralj Partskega cesarstva približno 77 do 80 n. št., * ni znano, † ni znano.
O njegovem vladanju je zelo malo znanega. Bil je sin Vologas I. Partskega in njegove grške konkubine. Izgleda, da ga je porazil in odstavil njegov stric Pakor II.. Imel je sina Vologasa III.. 
| Vologas II. Arsakidska dinastijaRojen: ni znano Umrl: ni znano |                                                |                      |
| Vladarski nazivi                                               |                                                |                      |
| Predhodnik: Vologas I.                                         | Veliki kralj (šah) Partskega cesarstva 77 – 80 | Naslednik: Pakor II. |

## Sklica
1. ↑   W.W. Tarn (2010), The Greeks in Bactria and India, Cambridge University Press, str. 51-52, ISBN 1108009417, 9781108009416.
2. ↑  M. Bunson (1995), A Dictionary of the Roman Empire, Oxford University Press, str.  454, ISBN 0195102339, 9780195102338.